# Cyclothone braueri
Il boccatonda (Cyclothone braueri Jespersen & Tåning, 1926) è un minuscolo pesce abissale della famiglia Gonostomatidae.

## Distribuzione e habitat
È cosmopolita, presente in tutti i mari del mondo, nel mar Mediterraneo e nelle acque italiane è abbondante.

Si tratta di una specie pelagica di profondità e vive tra 200 (di giorno) ed almeno 2300 metri di profondità, sempre in acque molto lontane dalla costa.

## Descrizione
Questo pesciolino ha una bocca molto grande che supera di un buon tratto l'occhio, che è molto piccolo e situato assai in avanti. Il profilo superiore del capo è nettamente concavo. Il resto del corpo è allungato e piuttosto compresso lateralmente. La pinna dorsale è unica e posta a metà corpo. La pinna adiposa è presente solo in alcuni individui. La pinna caudale è abbastanza grande e forcuta. La pinna anale è posta in corrispondenza della dorsale e leggermente più lunga. Le pinne ventrali sono piccole ed inserite assai indietro; le pinne pettorali sono piccole e oste in basso. Una fila di fotofori sono allineati lungo il bordo inferiore del corpo. I dent hanno tutti la stessa lunghezza.

Il colore è biancastro con ventre nero.

Misura fino circa a 3 cm, le femmine hanno dimensioni maggiori dei maschi.

## Alimentazione
Si alimenta di organismi dello zooplancton, soprattutto crostacei.

## Predatori
Le Cyclothone sono predate da numerosissime specie di pesci e cetacei rivestendo un ruolo importantissimo nelle catene alimentari marine.

## Pesca
Si cattura talvolta con reti a strascico o reti da circuizione ma non ha nessun valore.

## Specie affini
La boccatonda nana (Cyclothone pygmaea, Jespersen & Tåning, 1926) è molto simile come aspetto e biologia. È talvolta considerata una sottospecie endemica del mar Mediterraneo di C. microdon, cosmopolita, ma oggi è per lo più considerata specie a sé. Nei mari italiani è più rara di C. braueri da cui si riconosce per i denti, che hanno lunghezza diversa e per il colore che è scuro. Non supera i 3 cm di lunghezza.